# شهربازی تهران
شهربازی تهران یا شهربازی اوین در اواخر دهه ۱۳۴۰ در قالب شرکتی به نام «لونا پارک» و در زمینی به وسعت ۳۷ هزار مترمربع فعالیت خود را آغاز کرد. ابتدا این مجموعه توسط آقای اخلاقی در میدان ونک به نام فان فار تاسیس شد و سپس به صورت مستقل تا سال ۱۳۵۳ در پارک لاله فعلی و وسایل محدود با صاحبان جدید مشغول فعالیت بود و از سال ۱۳۵۳ به جهت کمبود فضا، در مرکز شهر بودن و همچنین گسترش به آخرین مکان که جنب نمایشگاه بین المللی تهران بود منتقل شد و تا پایان عمر در همین محل به کار خود ادامه داد. این مجموعه تا سال ۱۳۶۳ دراختیار صاحب اصلی قرار داشت، اما پس از کش وقوس های فراوان و نفوذ بنیادها در تمام امور این مرکز تفریحی مصادره و برای اداره در اختیار بنیاد شهید انقلاب اسلامی قرار گرفت. این مجموعه که در انتهای خیابان سئول و در کنار بزرگراه شهید چمران قرار داشت سال‌ها به عنوان بزرگترین و مهم‌ترین مجموعه تفریحی تهران به شمار می‌رفت. با وجود وسعت بیشتر پارک ارم اما لوناپارک دارای وسایل پیشرفته تر، استاندارد تر و گسترده تری بود و از نظر کارآفرینی هم دارای موفقیت بیشتری بود در سال ۱۳۸۴ حدود دو میلیون شهروند تهرانی از این مرکز تفریحی استفاده کردند. در سال ۱۳۸۵ این مجموعه به شهرداری واگذار گردید و به‌طور دائمی تعطیل شد.

## تعطیلی دائمی
زمزمه‌های تخریب این شهربازی به منظور تکمیل شبکه بزرگراهی و احداث پل اوین-درکه از سال ۸۲ آغاز شد تا اینکه در سال ۸۳ که محمدی زاده معاون خدمات شهری شهردار وقت خبر خداحافظی شهربازی با تهرانی‌ها را داد و سرانجام در ۲۱ فروردین سال ۱۳۸۵ طی توافقات انجام گرفته بین شهرداری تهران و بنیاد شهید انقلاب اسلامی این مجموعه در قبال پرداخت ٣۵ میلیارد تومان به شهرداری تهران واگذار و برای همیشه تعطیل شد. تمامی ابزار و وسایل بازی این مجموعه به شهربازی قم منتقل شد. 
تاکنون هیچ مرکز تفریحی به آن وسعت و امکانات و درجه اهمیت از منظر ایجاد اشتغال و چرخه اقتصادی، ساخته و جایگزین نشده است.